# 雪美惠美流
雪美惠美流（日语：雪美えみる，1989年11月22日—），日本電視藝人、AV女優。所屬事務所是T-POWERS。曾用過「結夜」、「月島江美里（月島えみり，つきしま えみり）」、「優衣（ゆい）」為藝名。

## 個人簡歷
出身於北海道。是惠比壽麝香葡萄7期生的成員。
曾在『おねだりマスカットSP!』（東京電視台系列）中演出。與同期的押川唯香感情良好，常在彼此的部落格上留言。
是模特兒藤井莉娜的大粉絲。
2012年9月7日以『現役TVアイドル電撃AVデビュー!!』為AV女優的出道作。
2013年9月10日於官方部落格「*☆ゆいまる にっき☆*」上宣布於9月引退。
2014年3月20日建立新的官方部落格「優衣Blog*:ஐ(●˘͈ ᵕ˘͈)人(˘͈ᵕ ˘͈●)ஐ:*」。
2015年11月11日轉移到T-POWERS並改名為「雪美惠美流」。

## 外部連結
- 雪美えみる（優衣）的X（前Twitter）
- おねだりマスカットSP! 「結夜からのメッセージ」 （页面存档备份，存于） - YouTube